# Cirrhilabrus naokoae
Cirrhilabrus naokoae är en fiskart som beskrevs av Randall och Tanaka 2009. Cirrhilabrus naokoae ingår i släktet Cirrhilabrus och familjen läppfiskar. Inga underarter finns listade i Catalogue of Life.